# Fanuel Magangani
Fanuel Emmanuel Chioko Magangani (geb. 1971 oder 1972) ist ein malawischer anglikanischer Bischof. Seit 2010 ist er Bischof der Diözese Nordmalawi in der Church of the Province of Central Africa. Er war der erste gebürtige Malawier, der Bischof dieser Diözese wurde.

## Leben

### Ausbildung und Karriere
Magangani erhielt seine Ausbildung am Zomba Theological College und der Mzuzu University und wurde 1999 zum Diakon der anglikanischen Kirche und im Jahr 2000 zum Priester geweiht. Von 2003 bis 2007 war er Dekan der St. Peter’s Cathedral in Likoma. 2018 erwarb er einen Doctor of Ministry bei Nashotah House.

## Bischofsamt
Im Juni 2010 wurde Magangani zum dritten Bischof der Diözese Nordmalawi gewählt. Am 7. November 2010 wurde er während eines fünfstündigen Gottesdienstes in Mzuzu zum Bischof geweiht und war damit der erste einheimische afrikanische Bischof der Diözese.
Unter Magangani schloss die Bibelgesellschaft von Malawi die Übersetzung des Neuen Testaments ins Lambya ab und stellte damit das letzte Übersetzungsprojekt des Neuen Testaments für eine malawische Stammessprache dar. (Die Diözese hält in ihrer Kirche in Chitipa Gottesdienste in Lambya ab.) Als Bischof förderte Magangani auch die freiwillige medizinische Beschneidung von Männern als Mittel zur Verringerung des Risikos einer HIV-Übertragung und unterzog sich dem Eingriff selbst, um mit gutem Beispiel voranzugehen. Er diente als Vorsitzender des Anglican Council in Malawi, als stellvertretender Vorsitzender und Vorsitzender des Malawischen Kirchenrates (Malawi Council of Churches), und als Mitglied des Vorstands der Malawi Roads Authority.
2024, als Berichte aufkamen, dass die malawische Regierung den Verkauf der Inseln Likoma und Chizumulu im Malawisee – dem Kernland des malawischen Anglikanismus – an einen ausländischen Investor erwäge, sprach sich Magangani gegen einen Verkauf aus und rief diejenigen, die in Likoma Geschäfte machen wollten, dazu auf, den Einwohnern zuzuhören und ihre Kultur zu respektieren.